# ماريو والساحر
ماريو والساحر (بالألمانية: Mario und der Zauberer) رواية قصيرة من تأليف الكاتب الألماني توماس مان، كتب مان الرواية في عام 1929، ونُشرت للمرة الأولى في عام 1930. ترجمهل للعربية مهدي سليمان وصدرت عن دار الخان للترجمة والنشر سنة 2018.في الرواية ينتقد مان الفاشية والنازية علناً ويدعو إلى تحقيق الديمقراطية على كافة المستويات، وكان ذلك سببا في فنفي مان إلى سويسرا بعد وصول هتلر للسلطة.

## ملخص الرواية
يروي الراوي، وهو رجل ألماني في إجازة مع زوجته وطفليه في إيطاليا خلال أواخر الصيف، إقامته في بلدة ساحلية صغيرة تُدعى "توري دي فينيري"، وهي مكان خيالي مستوحى من مدينة فورتي دي مارمي. يُلاحظ الراوي منذ البداية الجو المشحون بالمشاعر القومية المتعصبة، التي تجعل إقامة العائلة الألمانية غير مريحة، حيث تتعرض العائلة لتمييز واضح، مثل منعهم من تناول الطعام في بعض الأماكن وحصول مشاكل على الشاطئ بسبب طفلتهم.فتقرر العائلة الانتقال إلى نزل صغير يديره شخص يُدعى سينورا أنجولييري، لكنها تظل تعاني من الأجواء السياسية والتوترات المحيطة.في النزل يتم الإعلان عن عرض لساحر ومنوم مغناطيسي يُدعى "كافالييري شيبولا"، وهو رجل يعاني من تشوهات جسدية واضحة لكنه يمتلك قوة إرادة كبيرة وقدرة استثنائية على التنويم المغناطيسي.حيث يُقام العرض في قاعة كبيرة كانت تُستخدم سابقًا للسينما، ويحضرها عدد من السكان المحليين بمن فيهم ماريو، نادل مقهى "إسكويزيتو".يبدأ العرض بتأخير دخول الساحر إلى المسرح، ويتضح سريعًا أنه ليس مجرد ساحر عادي، بل شخص يتلاعب بعقول الحضور بشكل تحكمي وقهري. يقوم بعرض قدرات تنويم المغناطيسي على عدد من الحضور، مما يثير لدى الجمهور مشاعر مختلطة من الانبهار والخوف والاحتقان.يركز العرض في جزء منه على ماريو، الذي يُنوم ويجبر على تقبيل "شيبولا" بدلاً من محبوبته، وهو ما يثير شعورًا عميقًا بالمهانة والغضب في داخله.وعندما يستفيق ماريو ويُدرك ما حدث، يخرج عن السيطرة ويطلق النار على "شيبولا" مرتين، ما يؤدي إلى سقوطه ميتًا وسط صدمة الجمهور وارتباكهم.يختتم الراوي سرد الحدث مع تأكيده على أن هذا القتل هو "نهاية مخيفة ودرامية، لكنها في نفس الوقت نهاية محررة"، في إشارة رمزية إلى التحرر من الاستبداد والقهر

## التفسير والتحليل
تركز الرواية على موضوعات الإرادة الحرة، السلطة، والاستبداد، وتطرح تساؤلات حول حدود قدرة الإنسان على مقاومة القوى القهرية، سواء كانت سياسية أو نفسية.يرى "شيبولا" في السيطرة على إرادات الآخرين تعويضًا لعقدة نقصه الجسدي، مما يجعله رمزًا للديكتاتور الذي يعوض ضعفه الداخلي بالقوة الخارجية.و الرواية تطرح تناقضات الراوي نفسه، الذي يشعر بالرغبة في الرحيل لكنه يبقى مشدودًا للحدث بشعور مزيج من الخوف والفضول والإعجاب والاشمئزاز.و على الرغم من أن الرواية تعكس بوضوح أجواء الفاشية في إيطاليا، إلا أن توماس مان في مراسلاته أشار إلى أنه لم يكن يهدف إلى عمل سياسي مباشر، وإنما إلى استكشاف الظواهر النفسية للبشر في مواجهة الاستبداد. كما أكد لاحقًا أن الرواية تحمل دلالات أخلاقية وسياسية، لكنها ليست تمثيلاً حرفيًا لشخصية موسوليني أو غيره.

## التكيفات الفنية
- في عام 1945، عُرضت الرواية في شكل مسرحية إذاعية تحت عنوان "Hypnose".
- في عام 1978، أخرج المخرج التشيكي ميلوسلاف لوثر فيلمًا تلفزيونيًا مبنيًا على الرواية.[6]
- في 1994، أنتج الممثل والمخرج كلاوس ماريا برانداور فيلمًا سينمائيًا بنفس العنوان، وشارك بدور "شيبولا"، رغم أن الفيلم اختلف عن النص الأصلي في بعض التفاصيل، خاصة النهاية.

## وصلات خارجية
- ماريو والساحر على موقع الموسوعة البريطانية (الإنجليزية)

| - ماريو والساحر، على كتب جوجل. - ماريو والساحر، على الفهرس العالمي. - ماريو والساحر، على موقع أمازون. | - ماريو والساحر، على مكتبة جامعة هارفارد. - ماريو والساحر، على جود ريدز. - ماريو والساحر، على مكتبة جامعة ميشيغان. |  |